# Riichi Sakazaki
Riichi Sakazaki (en japonais 坂崎利一), né le 21 août 1920 à Yokkaichi et mort le 11 janvier 2002, est un bactériologiste et vétérinaire japonais. Taxonomiste, il a décrit les nouvelles espèces de bactéries Enterobacter kobei, Enterobacter cowanii et Klebsiella ornithinolytica, et proposé de nouveaux genres comme les Leclercia et les Yokenella.

## Biographie

### Enfance et formation
Sakazaki est né le 21 août 1920 à Yokkaichi dans la préfecture de Mie au Japon. Il est le fils de Rizoh (père) et Kinu (mère) Sakazaki. Il s'oriente vers des études vétérinaires et sort diplômé de la Nippon Veterinary and Zoo Technical College en étant major en médecine vétérinaire en 1939 puis obtient un bachelor de Médecine vétérinaire en 1941 du National Veterinary College de Tokyo,.

### Carrière
Après la deuxième guerre mondiale, il entre au laboratoire de Santé Public de Mie en 1947 et y étudie le sérotypage des Salmonella. Il travaille ensuite comme microbiologiste médical au National Institute Animal Health à Tokyo de 1953 à 1959 et obtient durant cette période la titre de docteur de sciences Vétérimaires de l'Université de Hokkaidō en 1958. Il passe ensuite avec les mêmes fonctions au National Institutes of Health (Tokyo) de 1959 à 1981. Il y travaille notamment sur Vibrio parahaemolyticus et son étude sur ce germe en 1965 lui a valu le prix Asahi.
À partir de 1981 il est professeur à l'Université Tōkai de Kanagawa où il dispose de son propre laboratoire de microbiologie clinique où il forme les jeunes chercheurs. En 1990, il est aussi conseiller technique de la société japonaise Elmex.

### Taxonomiste
Sakazaki a travaillé sur l'amélioration des études épidémiologiques des souches cliniques de bactéries à Gram négatif et notamment amélioré et établi des systèmes de sérotypage de différentes bactéries des genres Salmonella, Hafnia, Aeromonas et Plesiomonas. Il a utilisé la taxonomie polyphasique afin de décrire de nouvelles espèces et de nouveaux genres bactériens. C'est ainsi qu'il a d'abord décrit Klebsiella ornithinolytica en 1989 puis deux nouvelles espèces d'Enterobacter, Enterobacter kobei en 1996 et Enterobacter cowanii en 2000,. Du fait de l'approche polyphasique, il a participé à la description de deux nouveaux genres bactériens, le genre Leclercia et le genre Yokenella.
Il a longtemps participé au Comité international de Systématique Bactériologique (ICSB) où il a officié notamment à trois sous-comités : celui sur les Vibrio, celui des Enterobacteriaceae et celui sur les Campylobacter.

### Sociétés savantes
Durant sa carrière, Sakazaki a été membre de différentes sociétés savantes. Il a été membre honoraire de la Japanese Society Bacteriology et membre de la Japanese Society Food Microbiology. Il a aussi été administrateur de la Japanese Society for Clinical Microbiology et de la Japanese Society for Environ. Microbiology, ainsi que membre du Conseil de la Japanese Society for Infectious Diseases.

## Prix et récompenses
- 1965 - Prix Asahi Culture décerné par le Asahi Newspaper (Japan)[2]
- 1974 - Honorary Diploma of Veterinary Sciences du Den Kongelige Veterinær- og Landbohøjskole (traduction : collège royal vétérinaire et agricole) de Copenhague
- 1994 - Médaille Bergey (Bergey Manual Trust) en reconnaissance des contributions exceptionnelles et de toute une vie au domaine de la systématique des bactéries et des archées[7].
- 1998 - Hideyo Noguchi Memorial Award for Medical Science pour ses contribution en microbiologie clinique[1].

## Taxon nommé d'après R. Sakazaki
L'espèce Enterobacter sakazakii a été nommé en son honneur « pour ses nombreuses contributions aux connaissances actuelles des Enterobacteriaceae, Vibrionaceae, et la bactériologie entérique ».

## Vie familiale
Sakazaki s'est marié avec Shigeko Nishiyama le 24 septembre 1948 et le couple a eu une fille dénommée Shin-Ichiroh.